# Орловка (Сарненский район)
Орловка (укр. Орлівка) — село, входит в Константиновский сельский совет Сарненского района Ровненской области Украины.
Население по переписи 2001 года составляло 526 человек. Почтовый индекс — 34509. Телефонный код — 3655. Код КОАТУУ — 5625482505.

## Местный совет
34509, Ровненская обл., Сарненский р-н, с. Константиновка, ул. Шевченко, 11.